# Вертково (Новосибирск)
Вертково — село, ставшее частью Новосибирска. Дало название улице Вертковской, на которой и сейчас стоят самые старые дома в округе. Информация о появлении села была зафиксирована в ведомстве Чаусского острога в 1764 году.

## История
Деревня основана в 1735 году. В то время её окружали другие селения: Малокривощёково, Ересная и Бугринская. Численность по состоянию на 1858 год составляла 54 человека (8 дворов).
В 1893 году насчитывалось 32 двора (28 крестьянских, 4 некрестьянских), в деревне проживали 79 мужчин и 89 женщин. Работала 1 мельница.